# La vuelta al mundo en directo
La vuelta al mundo en directo fue un concurso de telerrealidad producido por Phileas Productions y emitido en 2009 por la cadena española Antena 3, consistente en 15 parejas que viajan por diferentes puntos del planeta realizando pruebas.
Aunque inicialmente la cadena anunció que la duración del concurso sería de ochenta días, finalmente se redujo a un mes. La vuelta al mundo en directo comenzó sus emisiones el 8 de febrero de 2009. Las dos primeras galas semanales se emitieron en prime time, con resultados de audiencia por debajo de la media de la cadena. Tras ello, Antena 3 decidió suprimir las galas en plató con conexiones en directo, pasando a un ofrecer resumen semanal con formato de docushow. Por este motivo, el programa cambió su título por La vuelta al mundo. Así mismo, el espacio fue relegado al horario del late night en beneficio de la serie Doctor Mateo.
Tras no mejorar sus índices de audiencia, el programa emitió su final el 8 de marzo de 2009.

## Presentadores
Presentado por Óscar Martínez desde Madrid y por Quico Taronjí acompañando a los concursantes en las galas de los domingos, siendo el encargado de llevar a cabo los resúmenes diarios y anteriormente los cástines Efrén Reyero.

## Parejas concursantes
- Joan Monte, 24 años, Barcelona - Juan Antonio Luna, 23 años, Alicante / Pareja sentimental (Ganadores)

- Carlos Presa Ruiz, 26 años, Málaga - Javier Hernández, 26 años, Madrid / Tíos-sobrinos (Segundos clasificados)

- Mouestapha Coly, 35 años, Senegal - Luis Raúl Luzárraga Zufiaur, 33 años, Vitoria / Amigos (Terceros clasificados)

- Sandra Correa, 34 años, Granada - Conchi Hidalgo, 33 años, Alicante / Compañeras de la legión y amigas (Cuartas clasificadas)

- Gemma Marín, 23 años, Barbastro - Leticia Martos, 19 años, Linares / Amigas y compañeras de trabajo (Expulsadas Gala 4)

- Marian Ferrándiz, 32 años, Valencia - Hernando Johanni Arias, 32 años, Colombia / Empresaria y empleado (Expulsados Gala 4)

- Toñi Hidalgo, 27 años, Valencia - Jordi Pont, 29 años, Sabadell / Pareja sentimental (Expulsados Gala 4)

- Patricia Tous, 22 años, Barcelona - Sergio Tous, 28 años, Barcelona / Hermanos (Expulsados Gala 4)

- Mari Carmen Flores, 46 años, Sevilla - Juan José Torres, 27 años, Sevilla / Yerno y suegra (Expulsados Gala 3)

- Álvaro Villagrasa Benet, 26 años, Valencia - Roberto Ferrer, 32 años, Valencia / Amigos (Expulsados Gala 3)

- África Salines, 36 años, Valencia - Miguel Ángel Orea, 36 años, Ciudad Real - Compañeros de trabajo y amigos (Expulsados Gala 3)

- Manuel López, 33 años, Barcelona - Sergi Cabanes, 19 años, Barcelona / Se conocieron en la cola del casting (Expulsados Gala 3)

- Ainhoa Vázquez, 27 años, Las Palmas - Carlota Hernández, 24 años, Tenerife / Amigas (Expulsadas Gala 2)

- Ana López García, 34 años, Oviedo - Oana Magdalena Trofín, 30 años, Rumanía / Amigas (Expulsadas Gala 1)

## Tabla semanal
|                      | Prueba 0   | 1- Italia  | 2- Austria | 3- Turquía | 4- Jordania | 5- Holanda-Bélgica-España |
| -------------------- | ---------- | ---------- | ---------- | ---------- | ----------- | ------------------------- |
| Joan y Juan          | Salvados   | Salvados   | Salvados   | Salvados   | Salvados    | Ganadores                 |
| Carlos y Javier      | Salvados   | Salvados   | Salvados   | Salvados   | Inmunes     | 2° finalistas             |
| Mousta y Luirra      | Salvados   | Salvados   | Salvados   | Salvados   | Nominados   | 3° finalistas             |
| Sandra y Conchi      | Salvados   | Salvados   | Salvados   | Salvados   | Salvados    | 4° finalistas             |
| Toñi y Jordi         | Salvados   | Inmunes    | Salvados   | Salvados   | Expulsados  |                           |
| Marian y Jhoanni     | Salvados   | Salvados   | Salvados   | Salvados   | Expulsados  |                           |
| Patri y Sergio       | Salvados   | Salvados   | Salvados   | Inmunes    | Expulsados  |                           |
| Gemma y Leticia      | Salvados   | Salvados   | Salvados   | Nominados  | Expulsados  |                           |
| Sergi y Manuel       | Salvados   | Salvados   | Salvados   | Expulsados |             |                           |
| Álvaro y Roberto     | Salvados   | Nominados  | Inmunes    | Expulsados |             |                           |
| África y Miguel      | Salvados   | Salvados   | Nominados  | Expulsados |             |                           |
| Juanjo y Mari Carmen | Expulsados |            | Nominados  | Expulsados |             |                           |
| Carlota y Ainhoa     | Salvados   | Nominados  | Expulsados |            |             |                           |
| Ana y Oana           | Salvados   | Expulsados |            |            |             |                           |
| Cyril y Paola        | Salvados   | Abandono   |            |            |             |                           |

     La pareja de concursantes es nominada por el voto de los compañeros.
     La pareja de concursantes es inmune.
     La pareja de concursantes se salva.
     La pareja de concursantes es nominada por obtener el peor tiempo de carrera.
     La pareja de concursantes abandona el concurso.
     La pareja de concursantes es expulsada.
     La pareja de concursantes no está en el concurso.

## Etapas

### Primera etapa: Italia
Prueba 0
Desde un hotel de Madrid comenzaba el concurso, las 15 parejas debían dirigirse a un concesionario donde esperaban 15 llaves, pero solo había 14 coches. La pareja formada por Juanjo y Mari Carmen se quedó sin coche y, por lo tanto, no pudieron llegar al aeropuerto, quedando eliminados antes de empezarse a emitir el concurso. Las 14 parejas cogieron un avión con destino Milán, al norte de Italia.
Milán, primera carrera de avance

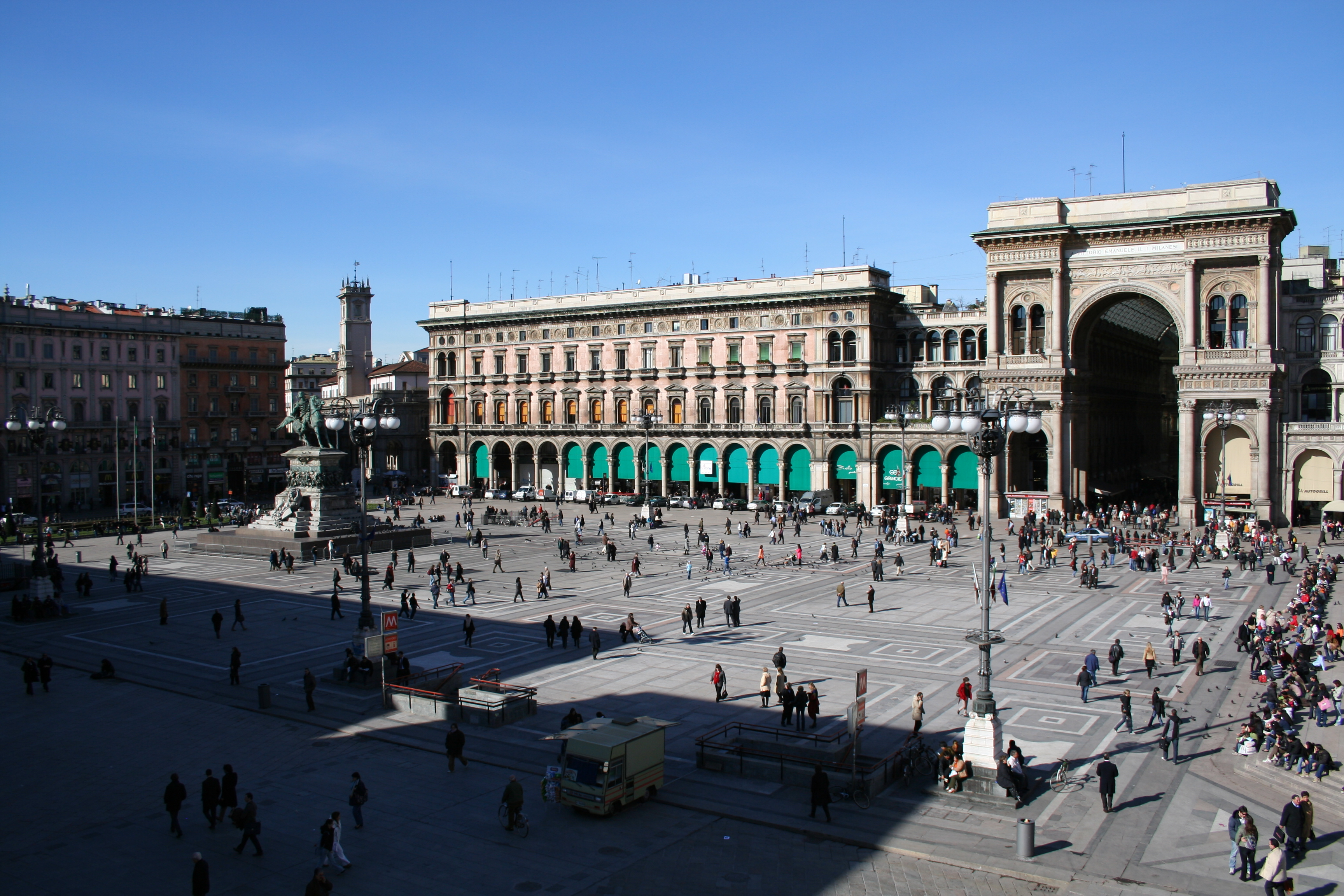
La Plaza del Duomo fue el punto de partida italiano para los viajeros.

La prueba comenzó en la Piazza del Duomo de Milán, donde cada pareja tenía que encontrar una tarjeta en un periódico escondido por las papeleras de la plaza. La tarjeta indicaba el siguiente destino, la Piazza della Scala, allí un cantante les indicaría que debían dirigirse al Castello Sforzesco, donde Quico les esperaba para recibirlos. Álvaro y Roberto ganaron la primera carrera de avance, mientras que Ana y Oana llegaron a la meta en última posición.
Verona, prueba estrella
La prueba estrella de la semana se disputó en Verona, ciudad conocida por la historia idílica de Romeo y Julieta. Los concursantes empezaron la marcha desde el Santuario de Nuestra Señora de Lourdes y tenían que dirigirse hasta el Puente de Pietra, donde debían encontrarle las vergüenzas a un mimo. Cuando se las encontraban, el mimo les entregaba una tarjeta con el siguiente destino, tenían que coger una banderolla (cucurucho) en la Piazza delle Erbe. En el interior del cucurucho lleno de almendras había un mensaje, debían dirigirse a la casa de Julieta, donde Quico estaba esperando. Toda la carrera sirvió para elegir a los líderes de los dos equipos, que fueron Carlos y Javi por llegar primeros y Sergio y Patricia por hacerlo en segundo lugar. Una vez formados los equipos, se dirigieron a la Arena de Verona, donde lucharon por Julieta mediante el juego de la soga. Ganó el equipo liderado por Carlos y Javi, que podía elegir si quedarse con 7 sudaderas o entregárselas al equipo perdedor. Decidieron entregarlas al equipo perdedor y fue entonces cuando se desveló que las sudaderas eran dobles y las parejas perdedoras no podrían separarse durante la segunda carrera de avance.
Venecia, segunda carrera de avance
La segunda carrera de avance comenzó por una calle típica veneciana, el primer destino era el Puente de Calatrava, donde un turista les entregó una postal en italiano que los dirigía hacia el Puente de Rialto. Allí, un mensaje en un poste les conducía a la Plaza de San Marcos, donde Quico estaba esperando. Sergio y Patricia fueron primeros en llegar.
Venecia, gala semanal
La primera gala semanal tuvo lugar en Venecia. Allí Juanjo y Mari Carmen tuvieron que lanzarse desde una grúa y así cumplieron su apuesta como primera pareja eliminada. La pareja visado (es decir, la que hizo mejor tiempo entre las dos carreras de avance y por lo tanto era inmune en las nominaciones y su nominación valía dos puntos) fue la formada por Toñi y Jordi. Por el contrario, la pareja con peor tiempo, y por lo tanto, nominada directamente, fue la formada por Ana y Oana. Ainhoa y Carlota (6 nominaciones) y Álvaro y Roberto (5 nominaciones) fueron las parejas nominadas por sus compañeros. En esa misma gala se cerraron teléfonos y Ana y Oana fueron las expulsadas. Ainhoa y Carlota y Álvaro y Roberto se mantuvieron como nominados para la siguiente semana. Juanjo y Mari Carmen recibieron la noticia de que volvía a entrar en el concurso, ya que una pareja abandonó el concurso, recibieron la noticia con mucha alegría. Durante la gala, se llevó a cabo la prueba del maletín, que consistió en comer pizza y ñoquis, hubo un empate y ganaron Joan y Juan y Sergio y Patricia, así que tuvieron que sortear el contenido del maletín.

### Segunda etapa: Austria
Salzburgo, primera carrera de avance
Los viajeros iniciaron la etapa de Salzburgo desde el albergue donde se encontraban. Desde allí debían dirigirse al Palacio Hellbrunn, situado a 5 kilómetros. Desde allí, tuvieron que dirigirse a una fortaleza que tuvieron que subir (algunos subieron a pie, mientras que otros consiguieron subir en funicular). En los cañones se encontraba una partitura de Mozart y una pista que conducía a Mirabel Garten. Allí una bávara les tarareó la partitura que tuvieron que tocar correctamente en la casa natal de Mozart para poder concluir la carrera. En la primera posición quedaron Álvaro y Roberto, seguidos por Carlota y Ainhoa y, en tercer lugar, Toñi y Jordi. Por el otro lado, el último puesto fue para Gemma y Leticia y Mari Carmen y Juanjo, ya que al no haber llegado en el momento en el que se disputó la prueba, se quedaron con el peor tiempo de la prueba.
Viena, prueba estrella
La prueba estrella de la semana se disputó en el Prater de Viena, un antiguo parque de atracciones que cuenta con la noria más antigua de Europa. A partir de esta prueba, volvieron a concursar Juanjo y Mari Carmen. En el parque, los viajeros debían conseguir una serie de objetos. El primero (una carátula de DVD) se encontraba en la noria donde se rodó la película de El tercer hombre, allí una pista les mandaba a buscar al cuarto hombre en el Casino del Parque. Una vez allí un rey de la baraja española les emplazaba al Carrusel de los ponis. Desde allí una herradura les llevaba al bumerán y por último, un tique de tren los llevaba a la estación, donde se encontraba la meta. Los ganadores fueron Toñi y Jordi, que disfrutaron de una noche en un lujoso hotel austriaco.
Viena, segunda carrera de avance

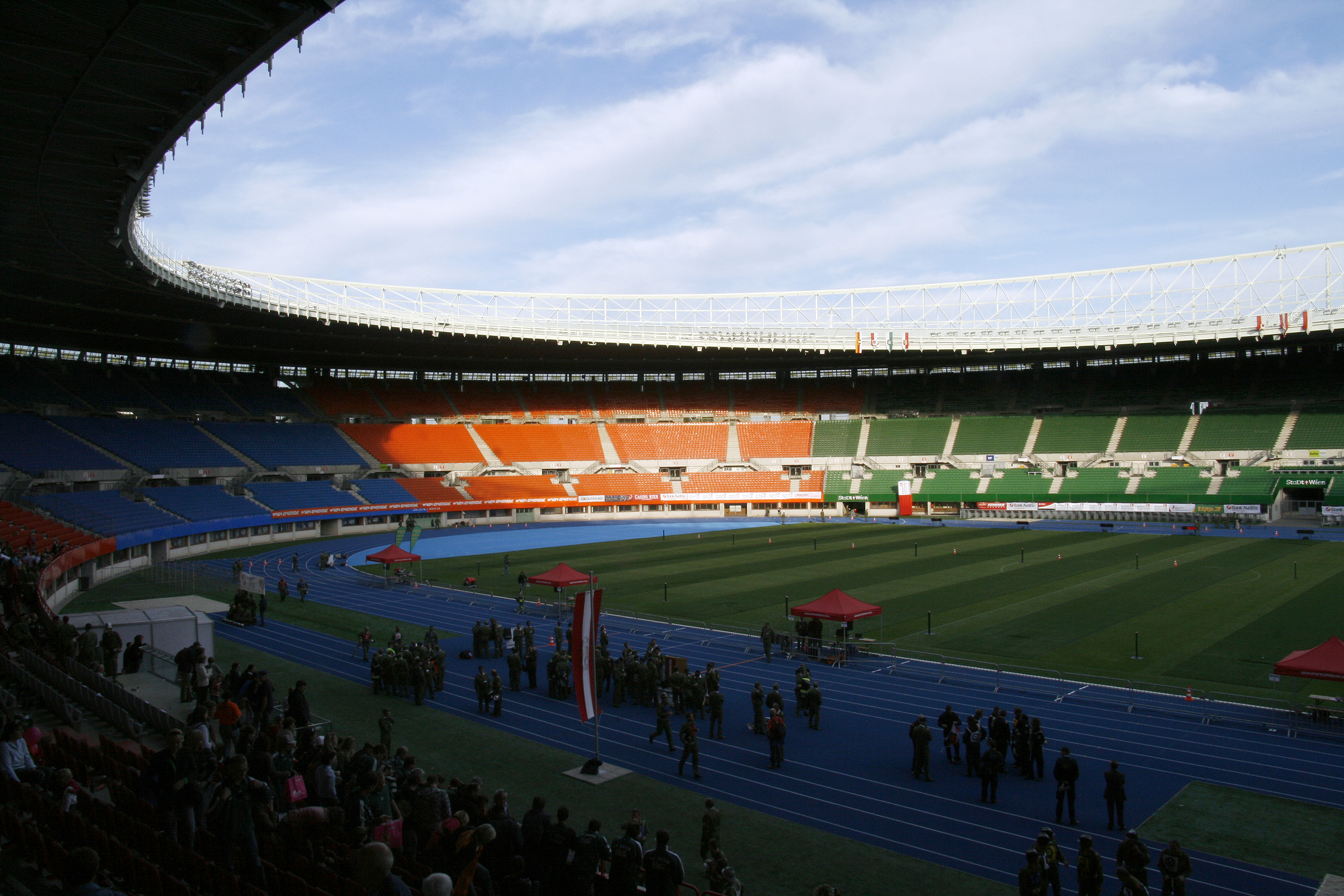
El Estadio Ernst Happel fue la meta de la 2.ª carrera.

La segunda carrera de avance tuvo lugar en Viena, capital de Austria. En primer lugar, los concursantes debían dirigirse a la Plaza de San Stephan, donde un mensaje les mandaba hasta el Palacio Augarten, famoso por el coro infantil. Donde un chico les entregó un sobre con la pista, tenían que encontrar la roja en Hundertwasserhaus, la famosa casa de colores. Allí, una camiseta de la selección española indicaba que tenían que dirigirse donde la selección española había ganado la Eurocopa 2008, se trataba del Estadio Ernst Happel. Al llegar, un mensaje de Iker Casillas pedía que hiciesen un saque de honor, tras esto, Quico paraba el cronómetro a las parejas. Sandra y Conchi llegaron en primer lugar, seguidos de Gemma y Leticia y de Álvaro y Roberto. En último lugar llegaron Juanjo y Mari Carmen.
Viena, gala semanal
Desde la Bolsa de Viena se emitió la segunda gala en directo. En ella, Ainhoa y Carlota fueron las expulsadas por la audiencia. Por el contrario, Álvaro y Roberto se convirtieron en la nueva pareja visado. La pareja nominada por tener peor tiempo fue la formada por Juanjo y Mari Carmen, mientras que África y Miguel fue la pareja nominada por los compañeros. Esta semana no hubo prueba de maletín, sino que se entregó a la pareja que más votos por web había recibido, lo ganaron Joan y Juan. Ya en Madrid, Ana y Oana tuvieron que cumplir su apuesta, trabajaron un día en la obra.

### Tercera etapa: Turquía
Estambul, primera carrera de avance

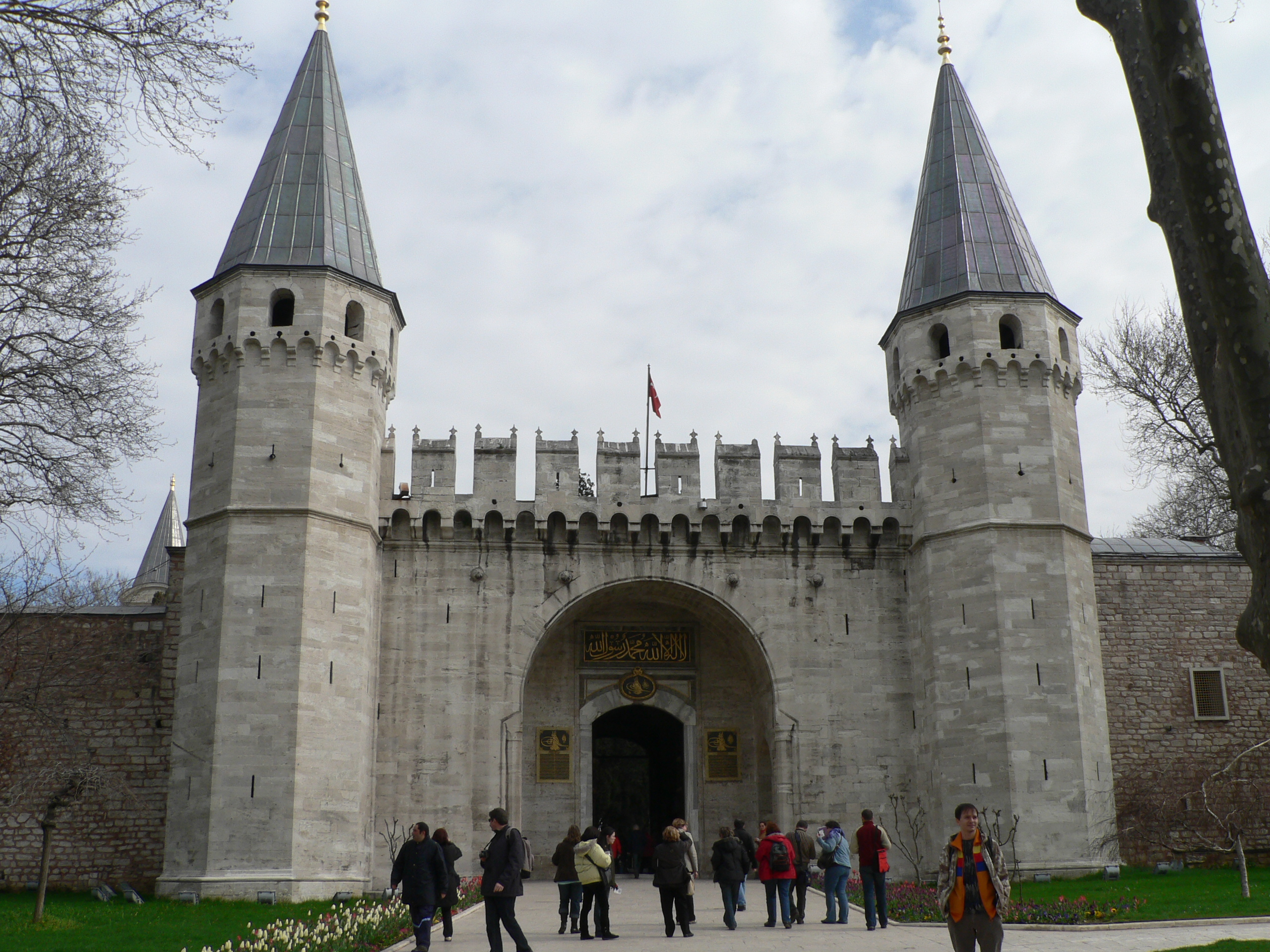
En el Palacio de Topkapi, Quico recibía a los concursantes.

Toda la tercera etapa se desarrolló en Estambul, una de las ciudades más importantes de Turquía. En la primera carrera de avance pudieron verse los estilos arquitectónicos de las diferentes civilizaciones que han ocupado la ciudad. En primer lugar debían dirigirse al Acueducto de Valens, donde tras hacerse una foto, una romana les indicaba que debían dirigirse a la iglesia de Santa Sofía, emblema bizantino. Tras hacerse una foto, un monje bizantino les entregó la última pista, que conducía al Palacio de Topkapi, centro administrativo del imperio otomano, donde tenían que hacerse una foto con Quico y así acabar la carrera. En primer lugar llegaron Toñi y Jordi, mientras que en último puesto lo hicieron Conchi y Sandra.
Estambul, prueba estrella
La prueba estrella tuvo lugar en la Fortaleza de Yedikule. Allí las parejas tenían que dividirse en cuatro grupos formados por tres parejas cada grupo. Cada grupo tenía que montar una torre con unas piezas de madera y el primer grupo en completarlo se disputaría el premio de la prueba. El grupo que lo completó correctamente en menos tiempo fue el formado por Toñi y Jordi, Javi y Carlos y Mousta y Luirra. Cada pareja tenía que subir a una de las tres torres y encontrar una llave, la pareja ganadora fue Javi y Carlos, que pudo disfrutar de una noche en un hotel lujoso de Estambul.
Estambul, segunda carrera de avance
En la segunda carrera de avance los concursantes debían dirigirse al Bazar de las Especias, allí, un vendedor de castañas les formulaba una pregunta: por cada nombre que había tenido la ciudad (Bizancio, Constantinopla y Estambul), cada pareja recibiría cuatro liras turcas y una pista, que conducía a un puesto de especias. Allí debían hacerse con las especias de La Vuelta al Mundo. Tras esto, debían dirigirse al Gran Bazar, donde tenían que conseguir una alfombra y llevársela a Quico. Sandra y Conchi fueron las primeras en llegar, mientras que Álvaro y Roberto lo hicieron en último lugar.
Estambul, expulsiones
A partir de esta etapa se eliminó la gala como tal y se hicieron unas nominaciones y expulsiones especiales. La pareja visada fue Sergio y Patricia, ya que fueron los que tardaron menos. Por otro lado, hubo cinco parejas nominadas, de las cuales, cuatro serían las expulsadas. A las dos parejas nominadas en Viena: África y Miguel y Juanjo y Mari Carmen, se sumaron las tres parejas con peores tiempos: Álvaro y Roberto (12.º), Gemma y Leticia (11.º) y Sergi y Manuel (10.º) también pasaron a estar nominados. Cada pareja tenía que emitir un voto para salvar a una pareja nominada, así Gemma y Leticia, con 10 votos fueron la pareja salvada por sus compañeros.

## Audiencias
| Fecha                 | Día     | Gala   | Expulsión                                                       | Pareja visado     | Espectadores | Share |
| --------------------- | ------- | ------ | --------------------------------------------------------------- | ----------------- | ------------ | ----- |
| 8 de febrero de 2009  | Domingo | Gala 1 | Ana y Oana                                                      | Toñi y Jordi      | 1.500.000    | 10,5% |
| 15 de febrero de 2009 | Domingo | Gala 2 | Ainhoa y Carlota                                                | Álvaro y Roberto  | 962.000      | 6,7%  |
| 22 de febrero de 2009 | Domingo | Gala 3 | Sergi y Manuel Miguel y África Carmen y Juanjo Roberto y Álvaro | Sergio y Patricia | 591.000      | 11,7% |
| 1 de marzo de 2009    | Domingo | Gala 4 | Marian y Johanni Toñi y Jordi Sergio y Patricia Gemma y Leticia | Javi y Carlos     | 424.000      | 9,3%  |
| 8 de marzo de 2009    | Domingo | Final  | -                                                               | -                 | 437.000      | 7,2%  |